# Rivière de la Division
Pour les articles homonymes, voir Division.
La Rivière de la Division est un affluent de la rive Sud-Est de la rivière au Renard laquelle coule vers le nord-est pour se déverser sur le littoral Sud-Ouest du golfe du Saint-Laurent.
Cette rivière coule dans le secteur de Rivière-au-Renard, de la ville de Gaspé, dans la municipalité régionale de comté (MRC) de La Côte-de-Gaspé, dans la région administrative de la Gaspésie-Îles-de-la-Madeleine, au Québec, au Canada.

## Géographie
La Rivière de la Division prend sa source au "Lac de la Montagne de Roche" (longueur : 0,9 km ; altitude : 299 m), en zone forestière, dans la ville de Gaspé, sur le territoire du Parc national de Forillon au sein des Monts Chic-Chocs. Cette source est située à 8,1 km au sud-ouest du littoral Sud-Ouest du golfe du Saint-Laurent et à 9,4 km au Nord du pont de la confluence de la rivière Dartmouth.
Durant son cours, la "rivière de la Division" s'écoule en zone forestière vers l'ouest sur 4,0 km entièrement dans le Parc national de Forillon, sauf un segment de 0,6 km qui traverse vers l'ouest un appendice du canton de Fox s'avançant sur 1,1 km vers l'Est.
Au terme de son cours, la rivière se déverse sur la rive sud-est de la rivière au Renard (Gaspé), à la limite du Parc national de Forillon. Cette confluence se situe à 4,2 km (en ligne directe) au Sud-Ouest du hameau "Rivière-Moris" qui s'est développé à la confluence de la rivière Morris et à 12,2 km au Sud-Ouest du pont de la confluence de la rivière au Renard (Gaspé).

## Toponymie
Le toponyme "Rivière de la Division" a été officialisé le 5 décembre 1968 à la Commission de toponymie du Québec.